# Głos Wybrzeża
Głos Wybrzeża – dziennik informacyjny, ukazujący się od czerwca 1947 do 2005 roku. Swoim zasięgiem obejmował dwa województwa: gdańskie i elbląskie. Na początku organ prasowy Komitetu Wojewódzkiego Polskiej Partii Robotniczej, a po zjednoczeniu tej partii w grudniu 1948 r. z Polską Partią Socjalistyczną gazeta KW Polskiej Zjednoczonej Partii Robotniczej (PZPR).

## Historia
„Głos Wybrzeża” pojawił się w grudniu 1945, jako tygodnik Komitetu Wojewódzkiego Polskiej Partii Robotniczej w Gdańsku. Pismo miało na celu umożliwić dokładniejsze naświetlenie problemów nurtujących gdańskich mieszkańców oraz przybliżyć sprawy budownictwa socjalistycznego. Po paru miesiącach „Głos Wybrzeża” stał się dziennikiem, jako mutacja „Głosu Ludu”. Redaktorem naczelnym został Jacek Groszkiewicz – II sekretarz Komitetu Wojewódzkiego Polskiej Partii Robotniczej.
Pod koniec lat 50. dwudziestego wieku wzrosło na stronach periodyku zainteresowanie regionami Kaszub i Kociewia. W prace redakcyjne zaangażowani zostali między innymi: Jan Kiedrowski, Izabella Trojanowska, Andrzej Bukowski, Lech Bądkowski, Franciszek Fenikowski, Stanisława Fleszarowa-Muskat. W 1958 roku nakład gazety wynosił 76 tysięcy egzemplarzy, w 1964 roku liczba wzrosła do 116 tysięcy, a w 1966 do 130 tysięcy.
Lata świetności gazeta przeżywała w latach siedemdziesiątych i osiemdziesiątych XX wieku, kiedy to nakład sięgał 330 tys. egzemplarzy. W styczniu 1990 rozwiązano PZPR i z gazety zniknął szyld partyjny. W 1996 roku sprzedaż dzienna spadła do 30 tys., aż w 2005 roku został zamknięty z przyczyn ekonomicznych.
28 grudnia 1970 w gazecie pojawił się dwukolumnowy artykuł "Obraz wydarzeń" – szczegółowa relacja z tragedii na Wybrzeżu; wyjątkowo jak na tamte czasy szczegółowa, jako że dotychczas władze zezwalały tylko na krótkie notki lub suche komunikaty dotyczące strajku robotników i starć z milicją oraz wojskiem, w których nie podawano najważniejszych informacji, m.in. liczby zabitych. Numer momentalnie zniknął z kiosków, a jego zakup z drugiej ręki był możliwy tylko za wielokrotność ceny. Tekst nie spodobał się najwyższym władzom partyjnym, które wkrótce zaczęły lansować tezę, jakoby wydarzenia grudniowe miały charakter incydentu.

## W kulturze
Gazeta znana z piosenki Historia jednej znajomości zespołu Czerwone Gitary.

## Redaktorzy naczelni
| przedział czasowy                | imię i nazwisko       |
| -------------------------------- | --------------------- |
| 1948–1950                        | Jacek Groszkiewicz    |
| 1950–1952                        | Wiktor Lemiesz        |
| 1952–1953                        | Stanisław Mojkowski   |
| 1953–1957                        | Zbigniew Wojakiewicz  |
| 1957–1968                        | Jerzy Dziewicki       |
| 1968–1976                        | Stanisław Celichowski |
| 1976 – 31 grudnia 1981           | Tadeusz Kuta          |
| 1982–1985                        | Józef Królikowski     |
| październik 1986 – styczeń 1990  | Andrzej Pierściński   |
| luty 1990 – wrzesień 1993        | Zbigniew Żukowski     |
| październik 1993 – 14 lipca 1994 | Albert Gochniewski    |
| 15 lipca 1994 – maj 1996         | Marek Formela         |
| czerwiec 1996 – sierpień 1996    | Albert Gochniewski    |
| wrzesień 1996 – kwiecień 1997    | Iza Wodzińska         |
| maj 1997 – październik 1997      | Przemysław Kuciewicz  |
| 1 listopada 1997 – 31 marca 2001 | Marek Formela         |
| kwiecień 2001 – styczeń 2002     | Dorota Sobieniecka    |
| luty 2002 – maj 2004             | Marek Formela         |
| maj 2004 – marzec 2005           | Zbigniew Żukowski     |